# Laigne (rivière)
Pour les articles homonymes, voir Laigne.
La Laigne (parfois orthographiée Laignes) est une rivière française qui coule dans les départements de la Côte-d'Or et de l'Aube. Son cours supérieur se perd en forêt dans un "gouffre" entre le hameau de Vaugimois et Puits pour réapparaître vingt kilomètres plus au nord à Laignes. C'est un affluent direct de la Seine en rive gauche.

## Géographie
La Laigne stricto sensu nait d'une résurgence située au centre de la petite ville de Laignes dans le département de la Côte-d'Or. En amont de ce point, il y a presque 24 km sans la moindre source sur la carte IGN au 1/25000 jusqu'à la crête limitant la Brenne. Mais, à moins de 4 km à l'est, une profonde vallée sèche remonte vers Villaines-en-Duesmois où un cours d'eau apparaît - au changement de carte - à l'ouest du hameau de Vaugimois. Plus en amont, à l'est de Fontaines-en-Duesmois, ce ruisseau est indiqué comme la Laignes (47°651,4°571) puis la Laigne (Rivière) en 47°608,4°605 dans la commune de Baigneux-les-Juifs.

### La Laigne antérieure

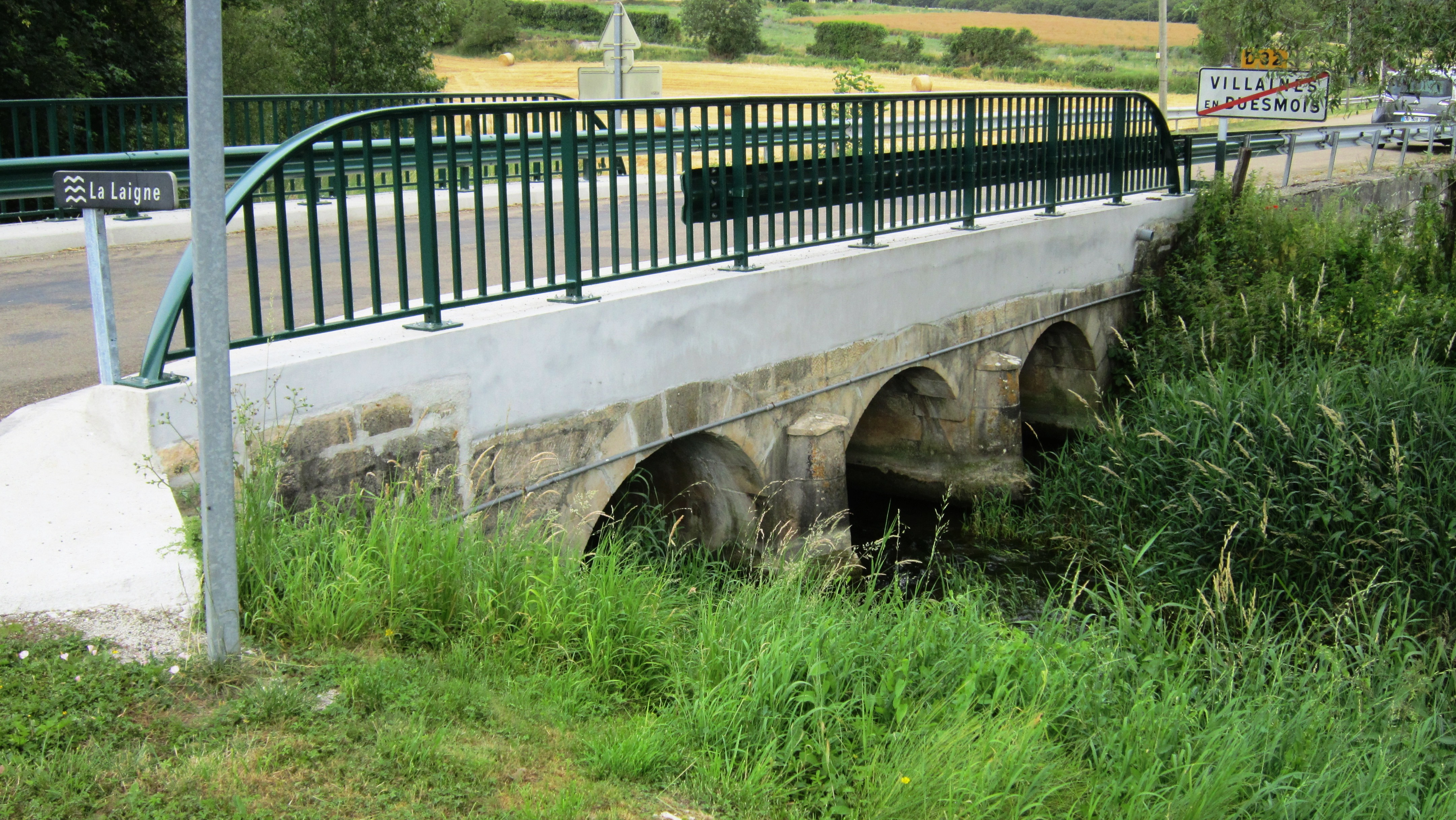
La Laigne à Villaines-en-Duesmois.

La partie haute la Laigne (dite aussi ruisseau de Marcenay) semble avoir pour origine la source de Leurcey (47°60588, 4°62538) à une altitude proche de 388 m avant de traverser Baigneux-les-Juifs, Étormay, Chaume-lès-Baigneux, Fontaines-en-Duesmois, Villaines-en-Duesmois et de se perdre en forêt de Puits dans les calcaires jurassiques du « gouffre de la garenne » après avoir alimenté l'abreuvoir de Vaugimois. À l'amont, le talweg du ruisseau de l'étang Neuf (en rive gauche) prolonge le bassin versant jusqu'à Saint-Germain-Source-Seine (Bas des Brûlés à presque 490 m d'altitude) à moins de trois kilomètres des sources de la Seine et 35 à 40 mètres au-dessus.

### La perte de la Laigne
Cette Laigne antérieure (ou ruisseau de Marcenay) disparaît entre Villaines-en-Duesmois et Puits dans le plateau karstique au gouffre de la garenne près du hameau de Vaugimois pour réapparaître au centre de Laignes après un parcours souterrain de plus de 20 km. Il ne s'agirait pas de son unique résurgence : une étude du Bureau de recherches géologiques et minières a identifié vers 1970 une liaison souterraine de ce gouffre vers la fosse Dionne de Tonnerre et l'actuel ruisseau de Marcenay pourrait également en être issu. Au-delà de la combe Chenevière, sise dans le prolongement de ce gouffre, le lit de l'ancienne rivière semble suivre un talweg aujourd'hui asséché passant par Puits, Nesle-et-Massoult, Balot, Bissey-la-Pierre et Marcenay d'où il rejoint la Laigne inférieure à Griselles par l'actuel ruisseau de Marcenay dont le lit semble prolonger cette faille.

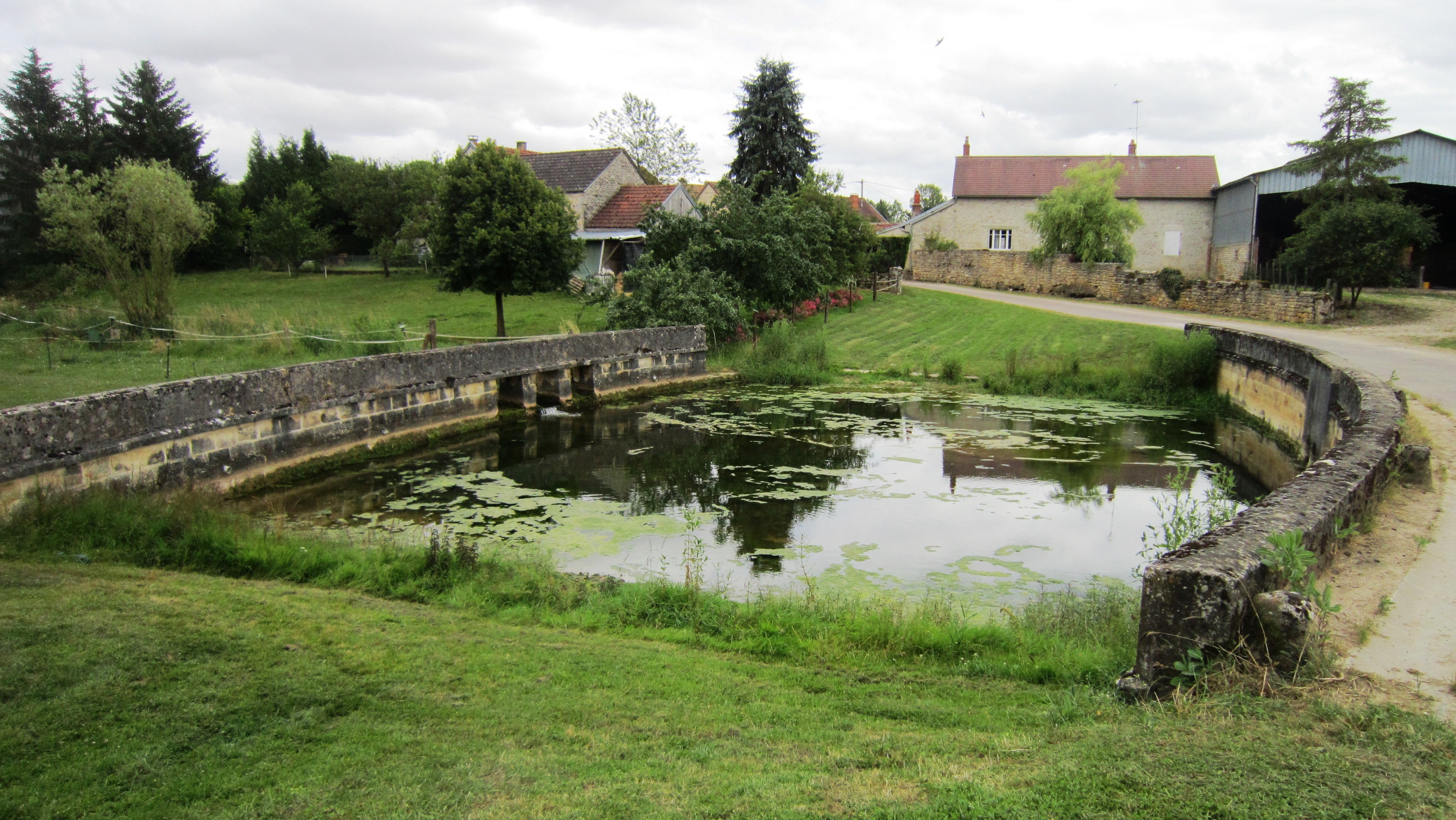
L'abreuvoir de Vaugimois.
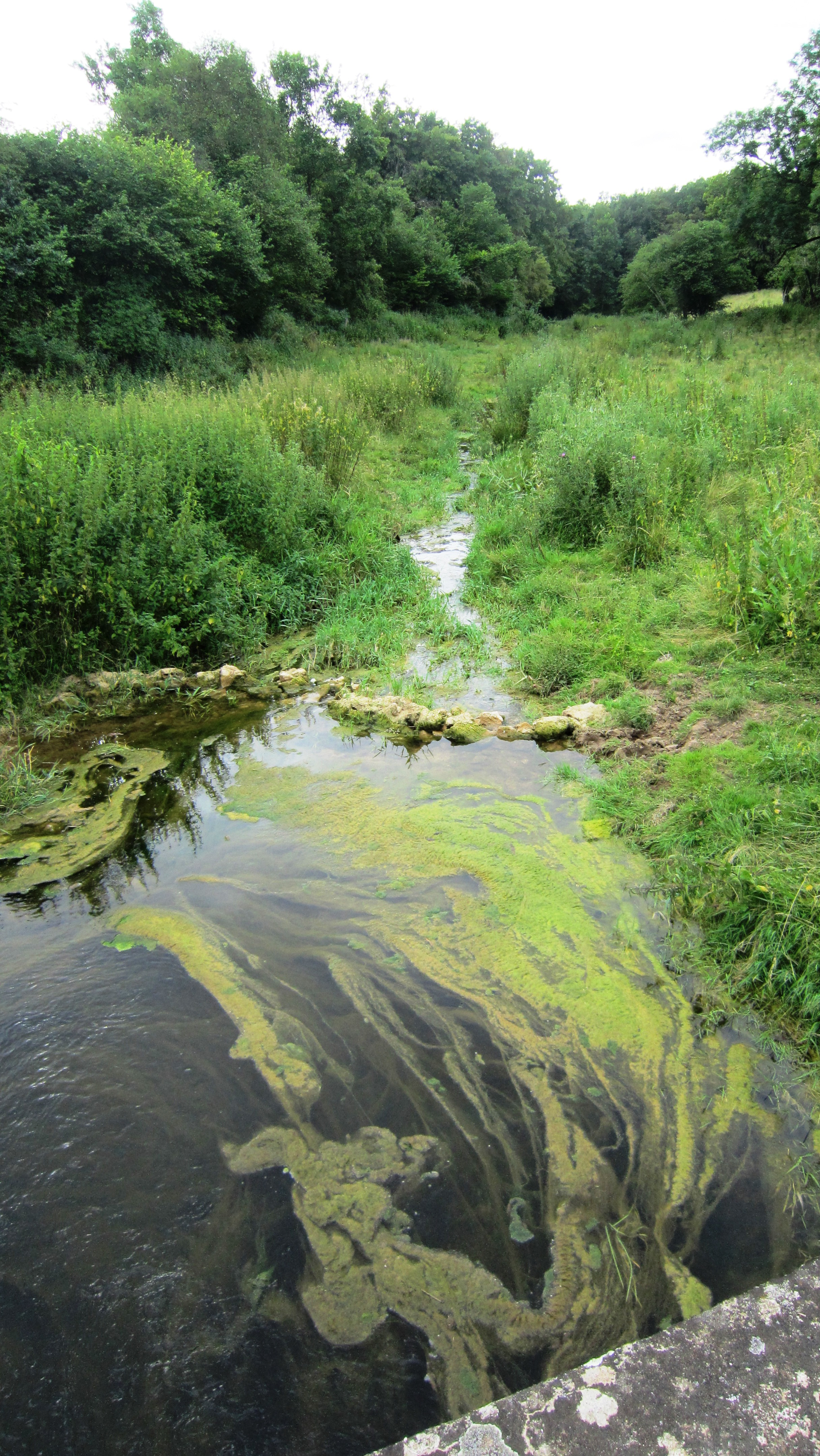
La Laigne à Vaugimois.
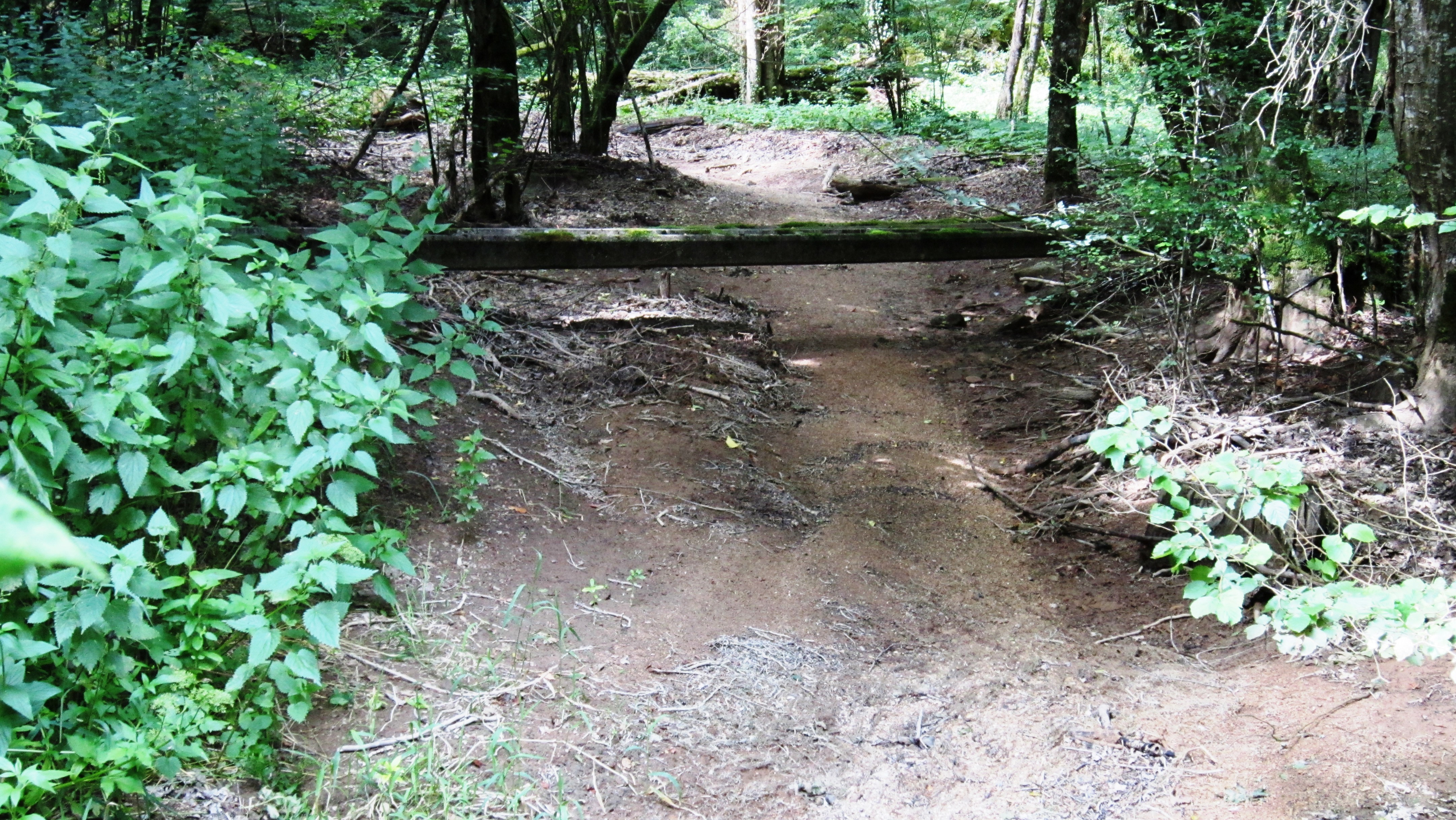
Perte de la Laigne en forêt de Puits.
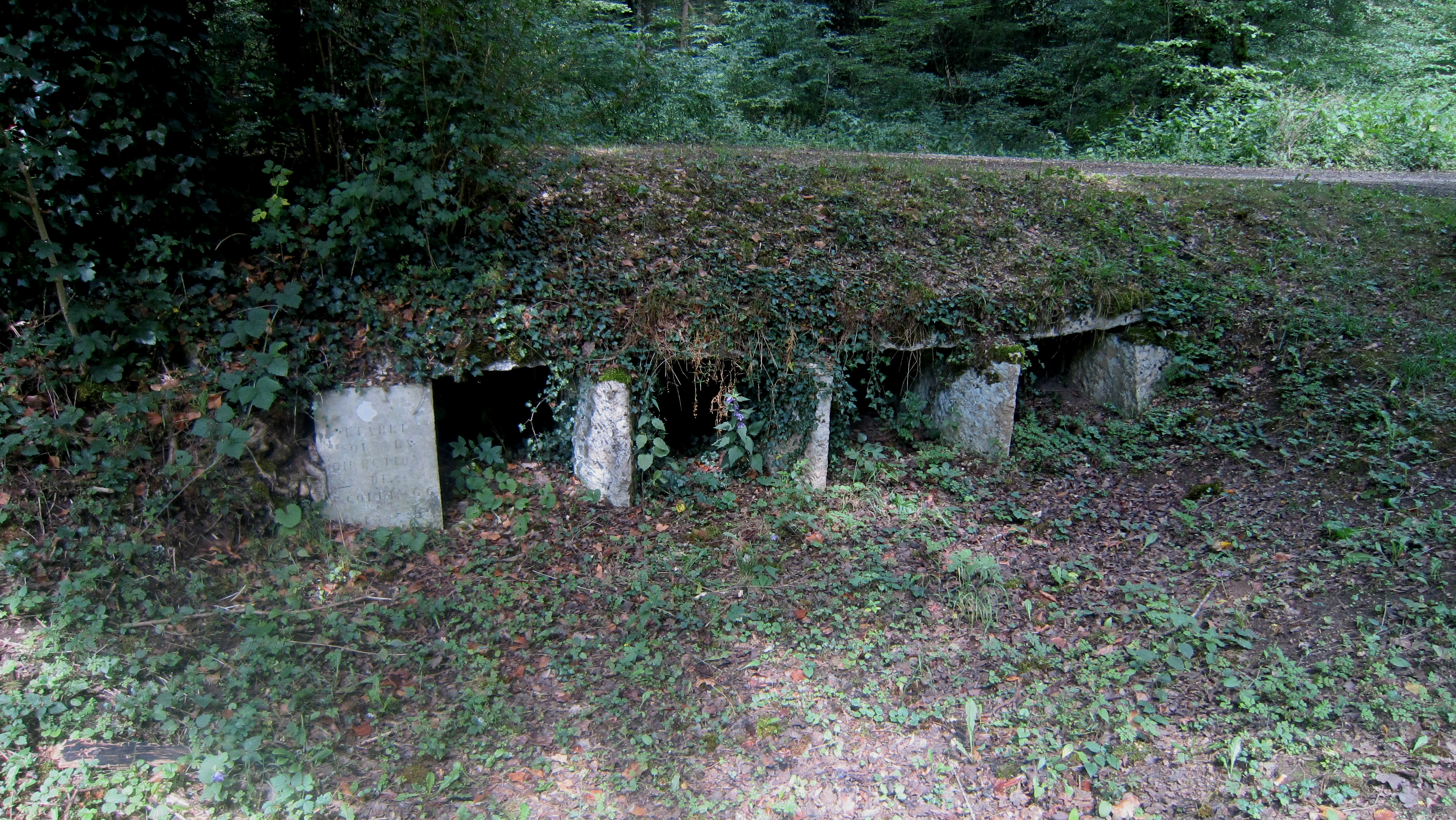
L'ancien lit de la Laigne à Balot.

### La Laigne inférieure
Depuis Laignes la rivière coule dès sa résurgence en direction du nord. Elle forme une vallée encastrée au milieu de plateaux couronnés de forêts. La vallée de la "Laigne perdue" la rejoint sur la commune de Griselles à 3 kilomètres en aval de la résurgence du ruisseau de Marcenay. Elle se jette ensuite dans la Seine (rive gauche) à Polisy dans le département de l'Aube à quelques kilomètres en amont de Bar-sur-Seine. La surface du bassin versant renvoyée à partir de son contour ressort à 656 km2 pour un périmètre total de 194 km : 117 avec la Seine, 40 avec l'Armançon, 37 avec la Brenne soit 77 avec l'Yonne. Longueur totale 68 km (à vol d'oiseau) du point haut le plus éloigné au confluent avec la Seine en passant par la résurgence.

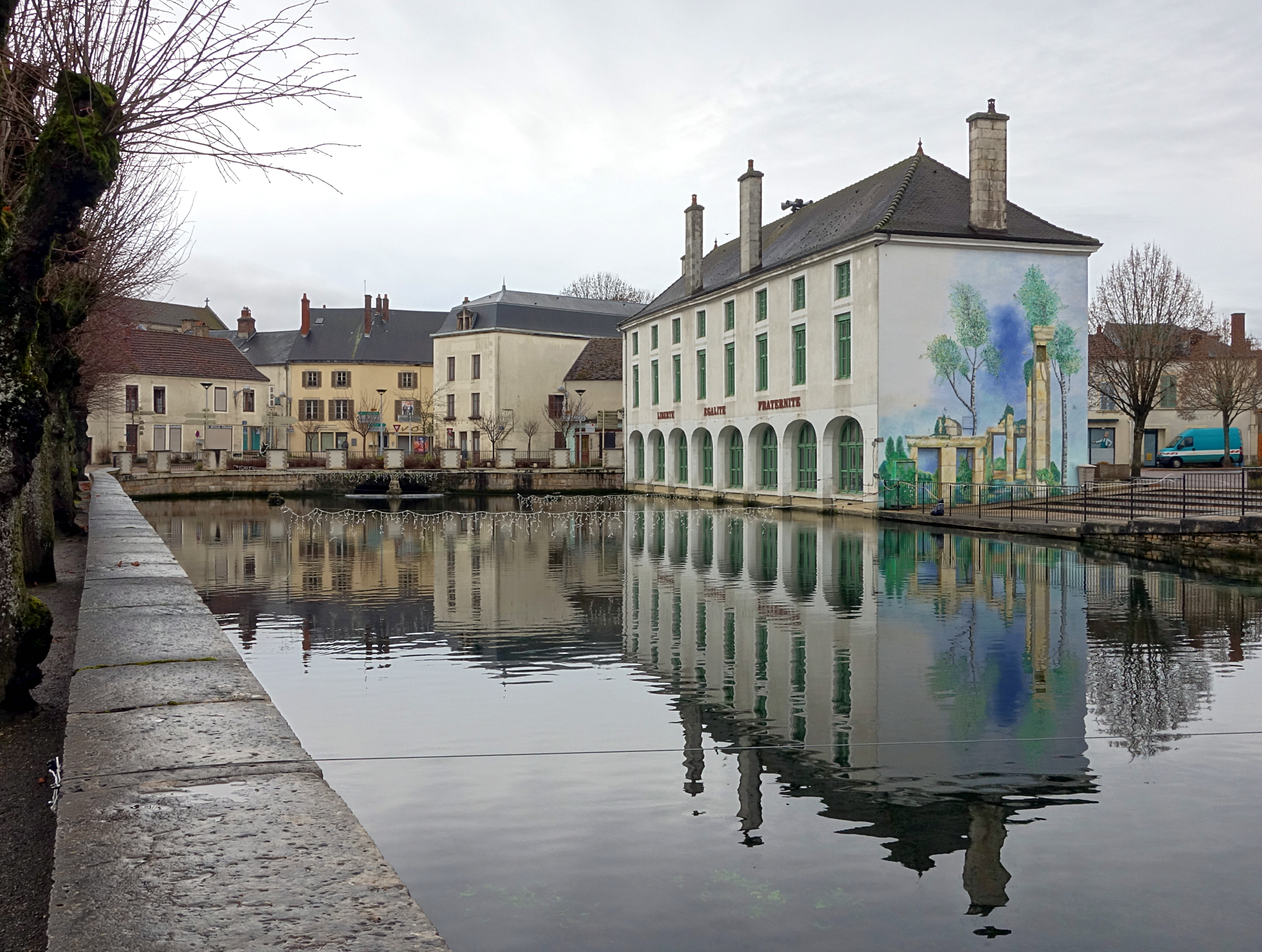
Laignes et la résurgence.
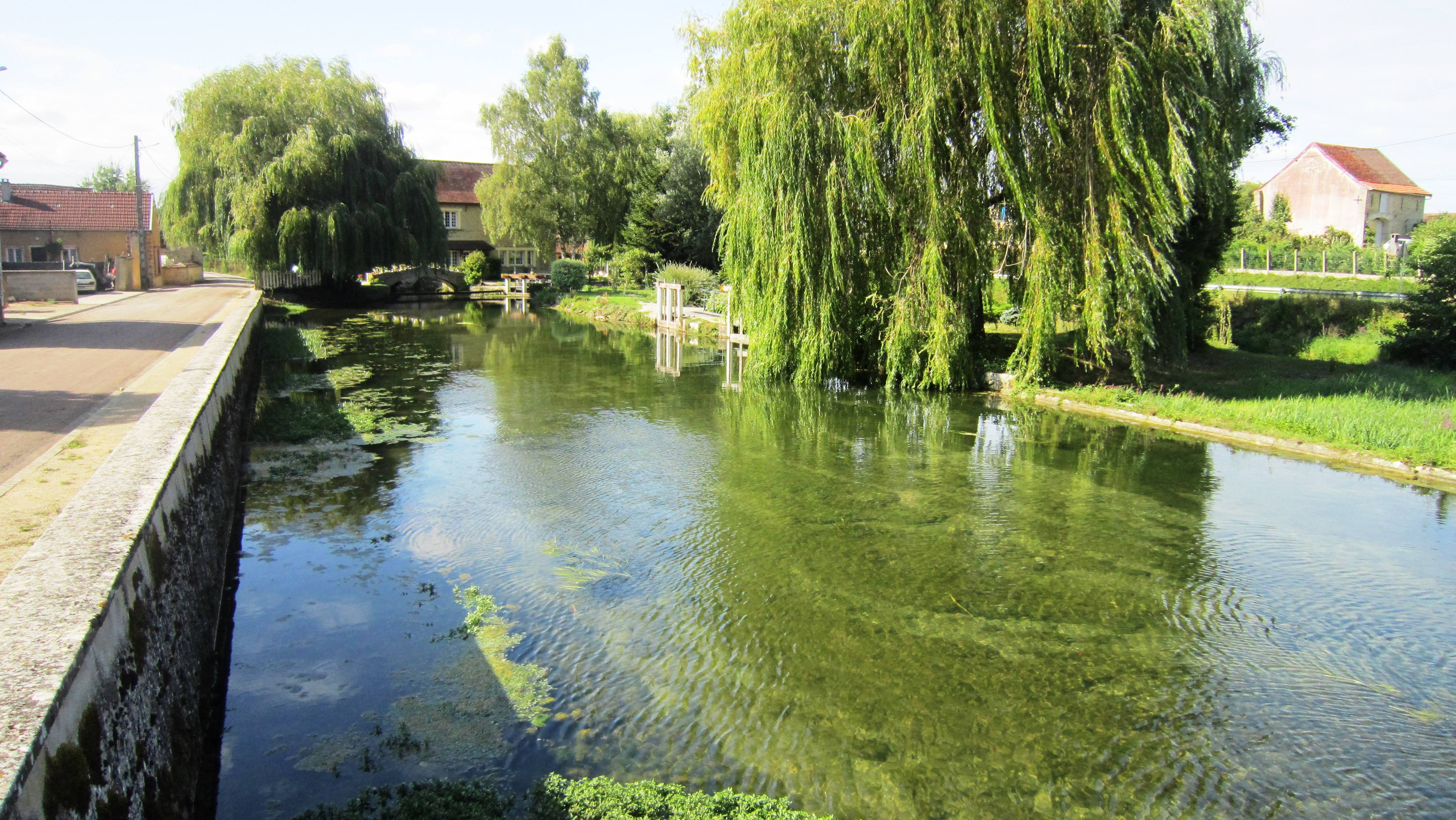
La Laignes à Griselles.
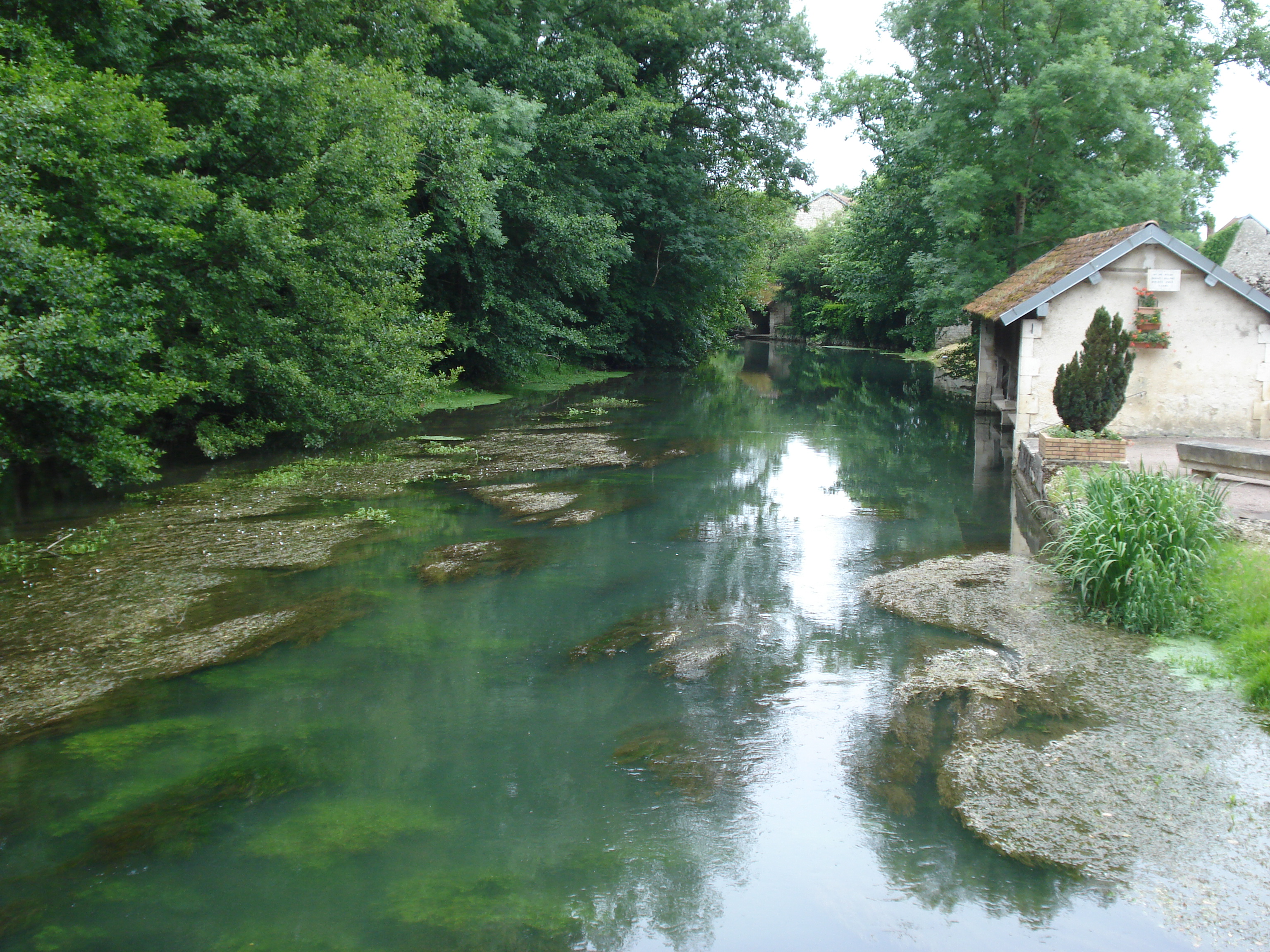
Lavoir sur la Laigne.
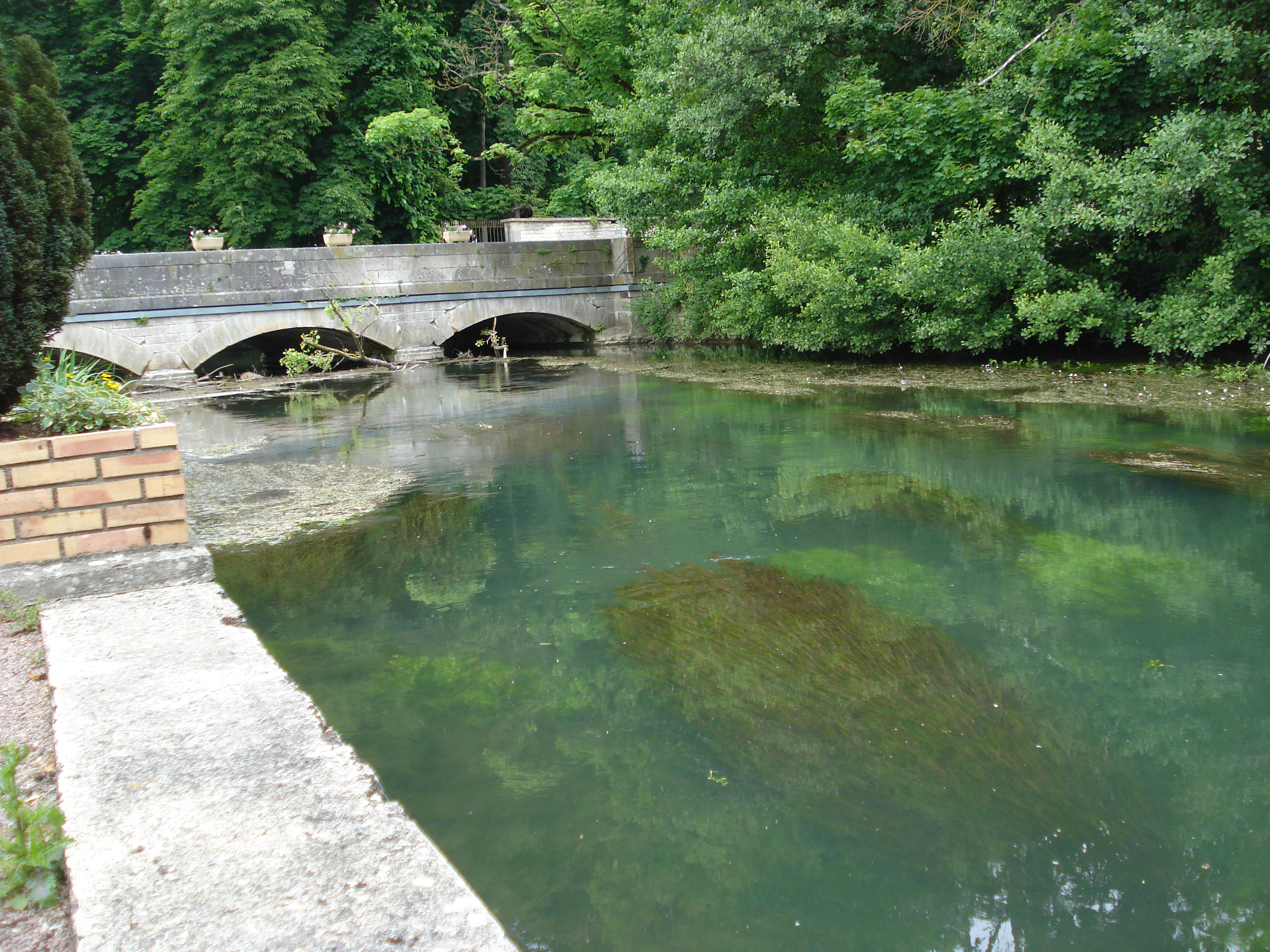
Pont de Polisy sur la Laigne.

### Affluents
La Laignes a douze tronçons affluents référencés dont :
- le ruisseau de Martilly,
- le ru Mort,
- le ruisseau de Marcenay,
- le ru de Pouillien,
- le Bras de la Laignes,
- le ruisseau de l'Étang Bailly,
- le ruisseau du Val Dupuis.

### Bassin versant
La Laigne traverse les cinq zone hydrographiques F020, F022, F023, F024, F025 pour une superficie totale de 668 km2. Ce bassin versant est constitué à 60,69 % de « territoires agricoles », à 38,10 % de « forêts et milieux semi-naturels », à 1,02 % de « territoires artificialisés », à 0,11 % de « surfaces en eau », à 0,08 % de « zones humides ».

## Hydrologie
La Laigne est une rivière peu abondante.

### La Laigne aux Riceys
Son débit a été observé pendant 41 années (entre 1968-2008), aux Riceys, localité assez proche de son confluent avec la Seine. Le bassin versant de la rivière y est de 672 km2, c'est-à-dire plus ou moins 90 % de sa totalité.
Le module de la rivière aux Riceys est de 3,24 m3/s.
La Laigne affiche des fluctuations saisonnières de débit assez importantes, comme un peu partout dans l'est du pays. Les hautes eaux se déroulent en hiver et s'accompagnent de débits mensuels moyens allant de 4,64 et 6,97 m3/s, de décembre à mars inclus (avec un maximum très net en février). Dès la fin du mois de mars, le débit diminue progressivement jusqu'aux basses eaux d'été qui surviennent de juillet à octobre, accompagnées d'une baisse du débit moyen mensuel allant jusqu'à 0,848 m3/s au mois d'août et 0,853 en septembre. Cependant les fluctuations peuvent être plus prononcées sur de plus courtes périodes, et les niveaux fluctuent d'après les années.

### Étiage ou basses eaux
Le VCN3 peut chuter jusque 0,26 m3/s, en cas de période quinquennale sèche, soit 260 litres par seconde, ce qui n'est pas encore vraiment sévère.

### Crues
La Laigne présente des crues non négligeables. Les QIX 2 et QIX 5 valent respectivement 18 et 26 m3/s. Le QIX 10 est de 31 m3/s et le QIX 20 de 36 m3/s. Quant au QIX 50, il se monte à 43 m3/s. Cela signifie que, par exemple, tous les cinq ans, l'on doit s'attendre à une crue de l'ordre de 26 m3/s et tous les vingt ans une crue de 36 m3/s environ doit statistiquement survenir.
Le débit instantané maximal enregistré aux Riceys a été de 36,2 m3/s le 10 mars 1999, tandis que le débit journalier maximal était de 34,5 le lendemain 11 mars. Si l'on compare la valeur du débit instantané maximal à l'échelle des QIX de la rivière, l'on constate que cette crue était d'ordre vicennal, et donc pas très exceptionnelle car destinée à se répéter tous les 20 ans en moyenne.

### Lame d'eau et débit spécifique
Au total, la Laigne est une rivière assez peu abondante. La lame d'eau écoulée dans son bassin versant est de 152 millimètres annuellement, ce qui est médiocre pour la région, et vaut nettement moins que la moyenne d'ensemble de la France tous bassins confondus (320 millimètres par an), et surtout largement inférieur à la lame de la totalité du bassin de la Seine (240 millimètres par an). Le débit spécifique de la rivière (ou Qsp) atteint le chiffre de 4,8 litres par seconde et par kilomètre carré de bassin.

### Organisme gestionnaire
L’organisme gestionnaire des fleuves et rivières de France est l'Office national de l'eau et des milieux aquatiques (Onema), établissement public français dépendant du Ministère de l'Écologie, du Développement durable et de l'Énergie. Créé par la loi sur l’eau du 30 décembre 2006 celui-ci a pour mission pour conformer la politique publique de l’eau en France à la directive cadre européenne sur l’eau (DCE).

## Communes traversées
Après sa résurgence la Laigne traverse des communes situées dans deux départements :
- Côte-d'Or : Laignes, Griselles, Channay, Vertault, Villedieu et Molesme,
- Aube : Les Riceys, Balnot-sur-Laignes, Neuville-sur-Seine et Polisy.

## Curiosités et tourisme
Le bassin de la Laigne est en grande partie recouvert de grandes forêts, mais n'en est pas moins riche d'un patrimoine architectural civil et religieux fort intéressant, ainsi que de sites archéologiques.
- Laignes : église gothique du XIIIe siècle, chapelle de la Maison-Dieu du XVIe, vestiges des fortifications de la petite ville dont une tour. Statue de la Naïade ornant la résurgence de la Laigne. Gîte d'étape, chambres d'hôte. Excursions et randonnées, pêche.
- Vertault n'est autre que l'antique cité gallo-romaine de Vertillum qui compta jadis quelque 5 000 habitants. Aujourd'hui le village n'en compte plus qu'une cinquantaine. Le site des ruines romaines est classé aux monuments historiques. Les plus belles pièces se trouvent actuellement au musée archéologique de Châtillon-sur-Seine.
- Molesme : vestiges importants d'une abbaye bénédictine fondée au XIe siècle par saint Robert et actuellement en restauration : bâtiments des XIIIe, XVe et XVIIIe siècles. Église Sainte-Croix du XIIIe siècle (monument historique). Vignobles Crémant de Bourgogne. Nombreuses forêts, chasse, pêche, randonnées, air pur...
- Les Riceys : commune composée de trois villages pittoresques (Ricey-Haut, Ricey-Bas et Ricey-Haute-Rive). On y produit trois vins de Champagne AOC. C'est la commune la plus méridionale à produire du Champagne. Ce dernier est de caractère très particulier car produit sur un sol jurassique et non pas crétacé ou tertiaire comme le Champagne du département de la Marne (Épernay, Reims, Vertus etc). Chacun des trois villages possède une belle église du XVIe siècle. Château de Ricey-Bas des XVIe, XVIIe et XIXe siècles, avec colombier, cellier, écuries, jardin et parc.

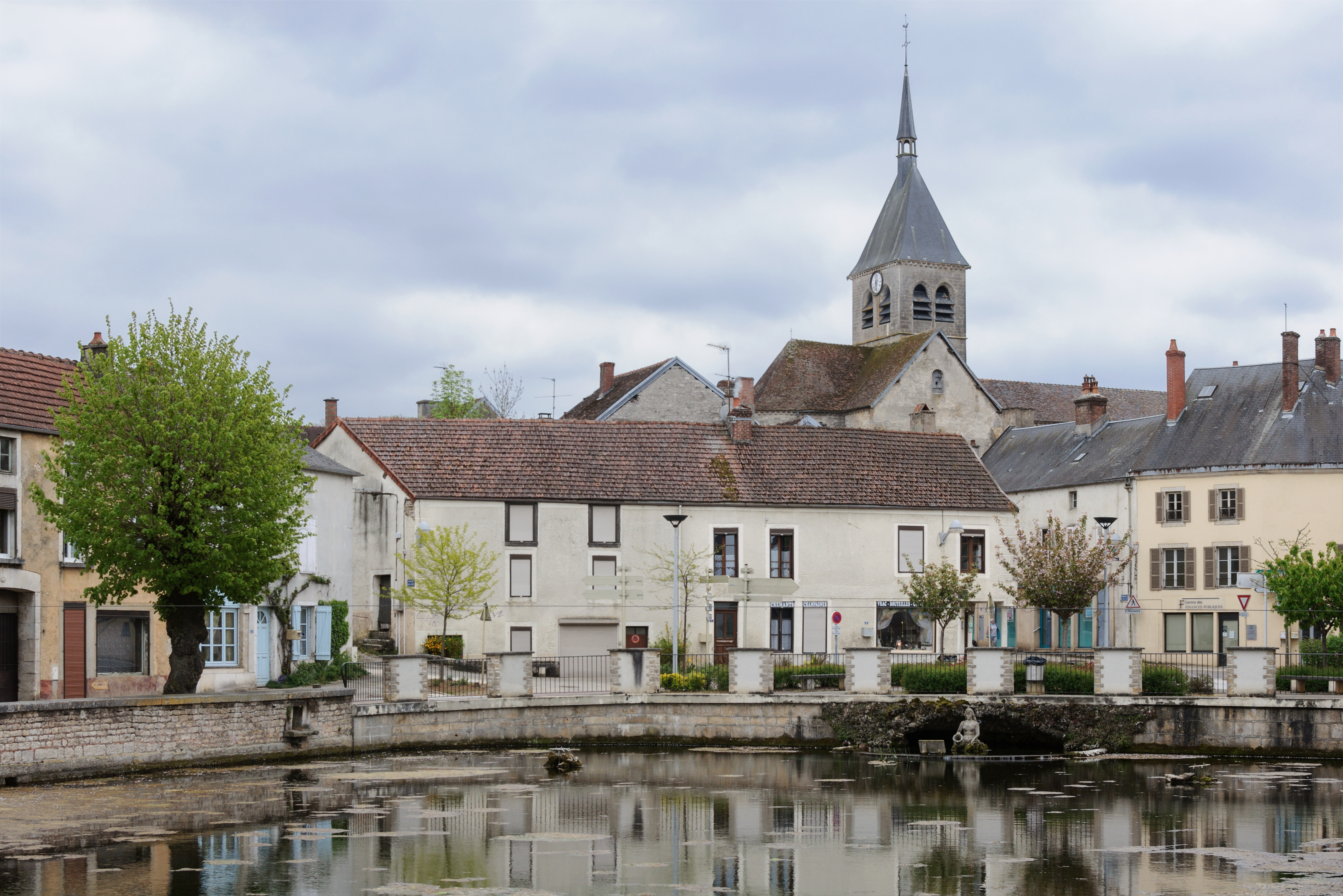
Laignes.
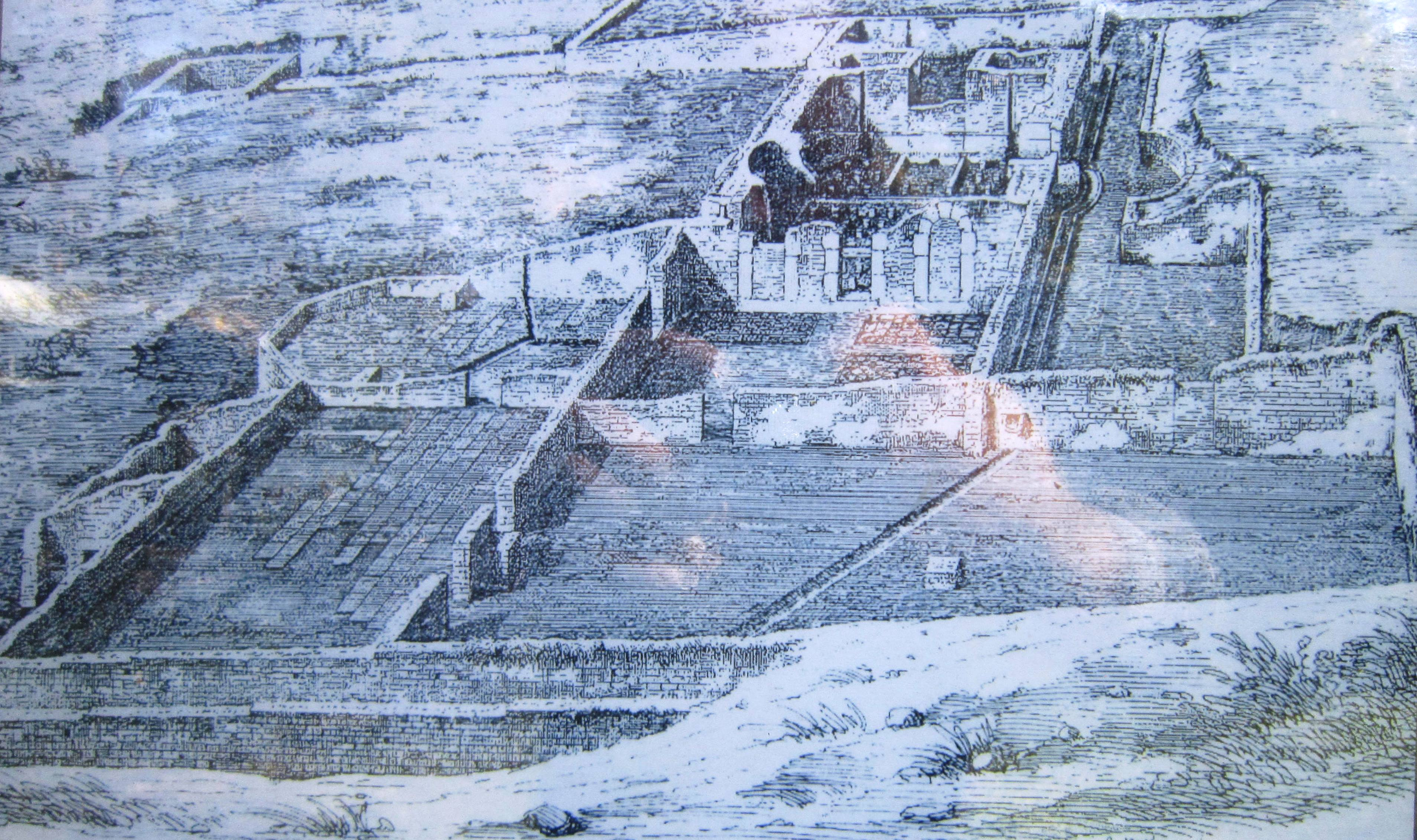
Les fouilles de Vertillum au XIXe siècle.
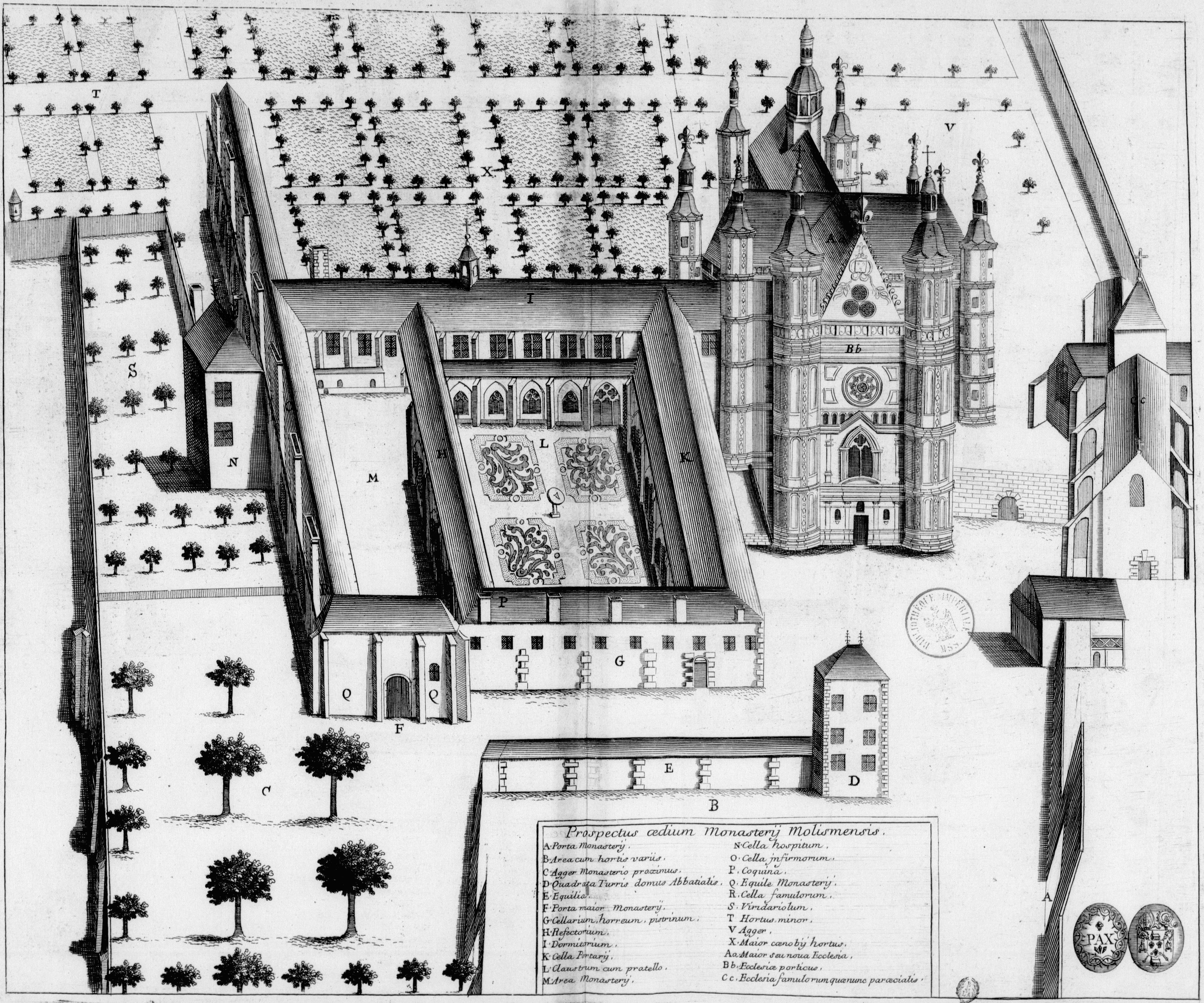
L’abbaye de Molesme au XVIIe siècle.
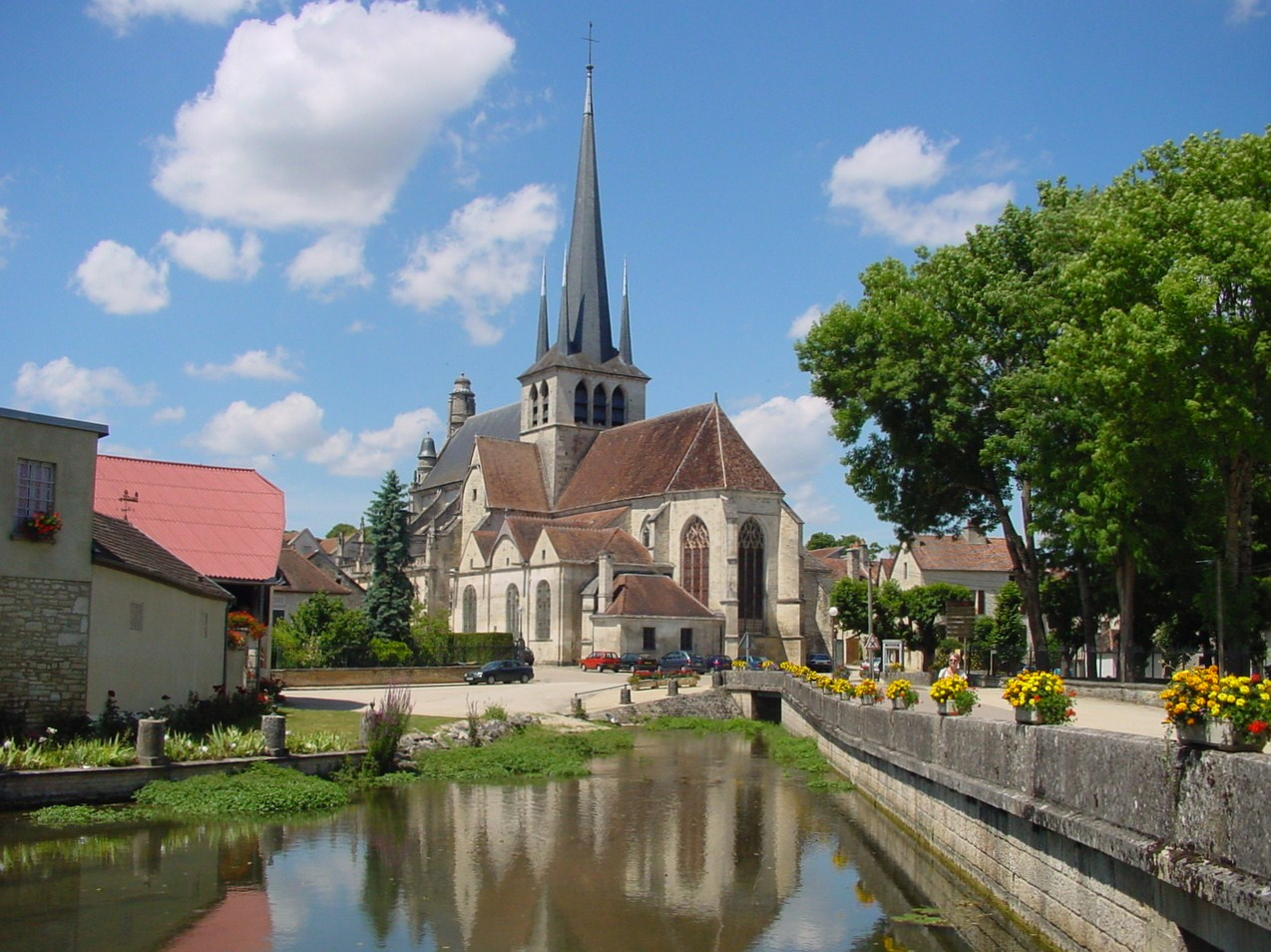
La Laigne aux Bas des Riceys.